# Oleksandr Chyzjnjak
Oleksandr Oleksandrovitsj Chyzjnjak (Oekraïens: Олександр Олександрович Хижняк) (Poltava, 3 augustus 1995) is een Oekraïens bokser. Hij werd olympisch kampioen in de middengewichtklasse op de Olympische Spelen van 2024. Vier jaar eerder won hij het zilver op de Olympische Spelen van 2020. Ook won hij het wereldkampioenschap boksen en het Europese kampioenschappen boksen in 2017.

## Erelijst

### Olympische Spelen
- 2024 in Parijs, Frankrijk (−75 kg)
- 2020 in Tokio, Japan (−75 kg)

### Wereldkampioenschappen
- 2017 in Hamburg, Duitsland (−75 kg)

### Europese kampioenschappen
- 2017 in Charkiv, Oekraïne (−75 kg)

1904: Charles Mayer ·
1908: John Douglas ·
1920: Harry Mallin ·
1924: Harry Mallin ·
1928: Piero Toscani ·
1932: Carmen Barth ·
1936: Jean Despeaux ·
1948: László Papp ·
1952: Floyd Patterson ·
1956: Gennadi Sjatkov ·
1960: Eddie Crook ·
1964: Valeri Popentsjenko ·
1968: Chris Finnegan ·
1972: Vjatsjeslav Lemesjev ·
1976: Michael Spinks ·
1980: José Gómez ·
1984: Shin Joon-sup ·
1988: Henry Maske ·
1992: Ariel Hernández ·
1996: Ariel Hernández ·
2000: Jorge Gutiérrez ·
2004: Gaidarbek Gaidarbekov ·
2008: James DeGale ·
2012: Ryōta Murata ·
2016: Arlen López ·
2020: Hebert Conceição ·
2024: Oleksandr Chyzjnjak